# Abel Coimbra Ramos
Abel Coimbra Ramos (São Sebastião do Alemão, GO, 1879 - Jataí, GO, 07 de outubro de 1910) foi um Comerciante e político brasileiro.

## Histórico político
Foi deputado estadual na 5ª Legislatura no Período 1905 até 1908, compôs a Mesa Diretora 4.ª Secretaria. Filiado ao Partido Republicano Federal, foi Intendente no município de São Sebastião do Alemão.Foi o comandante das forças situacionistas vindas de São Sebastião do Alemão, rompeu o cerco da Serra Dourada na Revolução de 1909, enfrentou os revoltosos, na expectativa de apoio  do Governo estadual, sua tropa, contudo, foi desbaratada, desgostoso com a nova situação política afasta-se da vida pública, transfere residência para Jataí, GO, onde faleceu em 7 de outubro de 1910.